# ألكسندر فولكوف (كرة سلة)
ألكسندر فولكوف (بالأوكرانية: Волков Олександр Анатолійович) مواليد 29 مارس 1964 في أومسك، الجمهورية الروسية السوفيتية الاتحادية الاشتراكية، هو لاعب كرة سلة أوكراني معتزل بدأ مسيرته الاحترافية في سنة 1981 حيث تم اختياره من قبل فريق أتلانتا هوكس خلال الدرافت وحمل الرقم 8. يبلغ طوله 6 قدم 10 بوصة (2.1 م). مثّل منتخب بلاده. شارك في مسابقة كرة السلة في الألعاب الأولمبية الصيفية. اعتزل اللعب في 2002.

## فرق لعب لها
- نادي سسكا موسكو لكرة السلة
- أتلانتا هوكس
- نادي أولمبياكوس لكرة السلة

## إحصائيات المسيرة
الموسم الاعتيادي
| السنة   | الفريق       | لعب | بدأ | دقيقة | ميداني% | ثلاثية | حرة  | ارتداد | صنع | استلاب | تصدي | نقطة |
| ------- | ------------ | --- | --- | ----- | ------- | ------ | ---- | ------ | --- | ------ | ---- | ---- |
| 1989–90 | أتلانتا هوكس | 72  | 4   | 13.0  | .482    | .382   | .583 | 1.7    | 1.2 | .5     | .3   | 5.0  |
| 1991–92 | أتلانتا هوكس | 77  | 27  | 19.7  | .441    | .318   | .631 | 3.4    | 3.2 | .9     | .4   | 8.6  |
| المسيرة |              | 149 | 31  | 16.5  | .455    | .333   | .613 | 2.6    | 2.2 | .7     | .3   | 6.8  |

## روابط خارجية
- ألكسندر فولكوف على موقع الاتحاد الدولي لكرة السلة (الإنجليزية)
- ألكسندر فولكوف على موقع إن بي أي (الإنجليزية)
- ألكسندر فولكوف على موقع سبورتس رفرنس (الإنجليزية)
- ألكسندر فولكوف على موقع كرة السلة الأوروبية.كوم (الإنجليزية)
- ألكسندر فولكوف على موقع ريلجم (الإنجليزية)
- ألكسندر فولكوف على موقع بروبوليرز (الإنجليزية)
- ألكسندر فولكوف على موقع سبورتس رفرنس (الإنجليزية)
- ألكسندر فولكوف على موقع أوليمبيديا (الإنجليزية)